# Кубок Сан-Томе і Принсіпі з футболу
Кубок Сан-Томе і Принсіпі з футболу або Taça Nacional de São Tomé e Príncipe — кубок Сан-Томе і Принсіпі з футболу, який було створено в 1981 році в Сан-Томе і Принсіпі.

## Формат
Турнір проводиться за системою плей-оф. У фінальному поєдинку зустрічаються переможці змагання на острові Сан-Томе та острові Принсіпі. У 2015 році в початковій фазі на острові Сан-Томе зареєстрованих найбільшу кількість команд-учасниць за весь час проведення турніру — 32. В Принсіпі є шість клубів, які борються за турнір.
Команда-переможець отримує право наступного сезону взяти участь в кваліфікації Кубку Конфедерації КАФ.

## Історія
Турнір було засновано в 1981 році.
Коли на острові Принсіпі до 1999 року змагання не проводилися, команда-фіналіст національного Кубку брала участь в Кубку Конфедерації КАФ з 1999 по 2001 роки включно.
В фінальному матчі турніру 2010 року військова команда «6 ді Сетембру» переграла Спортінг (Принсіпі) з рахунком 2:1. У 2011 році чемпіоном стала Віторія (Рібокуе), яка у фінальному матчі 17 грудня на стадіоні «Ештадіу 13 ді Жунью» в Санту-Антоніу (острів Принсіпі) переграла Дешпортіву Санді з рахунком 4:1. У 2012 році Віторія (Рібокуе) програла у фінальному поєдинку Спортінгу з Принсіпі з рахунком 1:0. У 2013 і 2014 роках Уніау Дешпортіва Рей Амадур (Сан- Жозе- душ-Анголареш) двічі поспіль перемагала в Кубку. В 2015 році перемогу в Кубку здобув Спортінг (Прая-Круж).

## Переможці
- 1981 : Дешпортіву (Гвадалупе) (Сан-Томе)
- 1982 : Спортінг (Прая-Круж) (Сан-Томе)
- 1983 : не було змагань
- 1984 : Віторія (Рібокуе) (Сан-Томе)
- 1985 : Віторія (Рібокуе) (Сан-Томе)
- 1986 : Віторія (Рібокуе) (Сан-Томе)
- 1987 :	не було змагань
- 1988 : 6 ді Сетембру (Сан-Томе)
- 1989 : Віторія (Рібокуе) (Сан-Томе) 1-1 Спортінг (Прая-Круж) (Сан-Томе)
- 1990 : Віторія (Рібокуе) (Сан-Томе) 1-0 6 ді Сетембру (Сан-Томе)
- 1991 : Сантана (Сан-Томе)
- 1992 : Дешпортіву (Операріу) (Принсіпі)
- 1993 : Спортінг (Прая-Круж) (Сан-Томе)
- 1994 : Спортінг (Прая-Круж) (Сан-Томе) vs Альянса Насьйонал (Сан-Томе)
- 1995 : Кайшау Гранде (Сан-Томе)
- 1996 : Альянса Насьйонал (Сан-Томе)
- 1997 :	не було змагань
- 1998 : Спортінг (Прая-Круж) (Сан-Томе)
- 1999 : Віторія (Рібокуе) (Сан-Томе) 3-2 Дешпортіву (Операріу) (Принсіпі)
- 2000 : Спортінг (Прая-Круж) (Сан-Томе) 3-1 Кайшау Гранде (Сан-Томе)
- 2001 : Дешпортіву Санді (Принсіпі) 4-3 Віторія (Рібокуе) (Сан-Томе)
- 2002 :	не було змагань
- 2003 : Дешпортіву (Операріу) (Принсіпі) 1-0 УДЕСКАІ (сан-Томе)
- 2004 : не було змагань
- 2005 : не було змагань
- 2006 : не було змагань
- 2007 : Віторія (Рібокуе) (Сан-Томе) vs Дешпортіву Санді (Принсіпі)
- 2008 : не було змагань
- 2009-10 : 6 ді Сетембру (Сан-Томе) 2–1 Спортінг (Принсіпі) (Принсіпі)
- 2011 : Віторія (Рібокуе) (Сан-Томе) 4–1 Дешпортіву Санді (Принсіпі)
- 2012 : Спортінг (Принсіпі) (Принсіпі) 1–0 Дешпортіву (Гвадалупе) (Сан-Томе)
- 2013 : УДРА (Сан-Томе) 5–1 Дешпортіву Санді (Принсіпі)
- 2014 : УДРА (Сан-Томе) 2–1 Спортінг (Принсіпі) (Принсіпі)
- 2015 : Спортінг (Прая-Круж) (Сан-Томе) 6–2 Порту Реал (Принсіпі)

## Перемоги по клубах
| Клуб                              | Титулів |
| --------------------------------- | ------- |
| Віторія (Рібокуе) (Сан-Томе)      | 8       |
| Спортінг (Прая-Круж) (Сан-Томе)   | 6       |
| Дешпортіву (Операріу) (Принсіпі)  | 2       |
| 6 ді Сетембру (Сан-Томе)          | 2       |
| УДРА (Сан-Томе)                   | 2       |
| Альянса Насьйонал (Сан-Томе)      | 1       |
| Кайшау Гранде (Сан-Томе)          | 1       |
| Дешпортіву (Гвадалупе) (Сан-Томе) | 1       |
| Сантана (Сан-Томе)                | 1       |
| Спортінг (Принсіпі) (Принсіпі)    | 1       |
| Дешпортіву Санді (Принсіпі)       | 1       |

## Перемоги по островах
| Острів   | Титулів |
| -------- | ------- |
| Сан-Томе | 22      |
| Принсіпі | 4       |